# 인물호
인물호(人物弧, Character arc)는 이야기의 줄거리가 진행되는 동안 일어나는 등장인물의 변화 또는 ‘내면의 여정’이다. 어떤 이야기가 인물호를 지니고 있으면, 등장인물은 이야기가 전개되어 가는 변화에 따라 점차 다른 특성의 인물로 변화한다. 이때 인물의 성격 특성이 전혀 다른 상반된 특성으로 변하는 경우가 많기 때문에 호라는 말을 사용한다. 일반적으로 주동인물이나 반동인물이 인물호의 적용을 받으나, 비중이 덜한 인물이 변화하지 못하는 것은 아니다. 많은 이야기의 플롯에서 주동인물은 보통 처음에는 기술, 능력, 지식, 자원, 동료 등이 부족하기 때문에, 그들이 직면한 대립적인 세력을 극복하지 못하는 것처럼 보인다. 그러나 인물은 새로운 기술 학습, 환경과의 상호작용, 멘토의 조력, 관점의 변화 등의 다양한 방법을 통하여 자존감과 능력을 향상시킨다.

## 같이 보기
- 행동 (드라마)
- 성격화
- 등장인물
- 페리페테이아

## 참고 문헌
- Bell, James Scott (2004), 《Write Great Fiction:  Plot & Structure》, Cincinnati: Writer's Digest Books, ISBN 1-58297-294-X
- “Character Development – 7 Questions Every Writer Must Know”. 2014년 7월 25일. 2015년 7월 12일에 원본 문서에서 보존된 문서. 2014년 8월 7일에 확인함.
- Gerke, Jeff (2010), 《Plot versus Character:  A Balanced Approach to Writing Great Fiction》, Cincinnati: Writer's Digest Books, ISBN 978-1-58297-992-2
- Trottier, David (2010). 《The screenwriter's bible: a complete guide to writing, formatting, and selling your script》 5판. Los Angeles: Silman-James Press. ISBN 1935247026.